# Saint-Michel-de-Rieufret
Saint-Michel-de-Rieufret település Franciaországban, Gironde megyében. Lakosainak száma 879 fő (2022. január 1.). Saint-Michel-de-Rieufret Portets, Landiras, Arbanats, Illats, Saint-Morillon, Saint-Selve és Virelade községekkel határos.

## Népesség
A település népessége az elmúlt években az alábbi módon változott:
| Lakosok száma | 141  | 278  | 471  | 517  | 563  | 702  | 781  | 836  | 864  | 879  |
|               | 1968 | 1982 | 1990 | 2006 | 2013 | 2015 | 2017 | 2019 | 2020 | 2022 |